# ムラテックKDS
ムラテックKDS株式会社（Muratec-KDS Corporation）は、建設用資材、メジャーなどの製造販売をする企業で、村田機械のグループ会社。

## 沿革
- 1937年 - 合名会社京都度器製作所設立。
- 1998年 - 株式会社KDSに社名変更。
- 2007年 - 事業再編のため、同じ村田機械グループ村田産業株式会社と統合し、ムラテックKDS株式会社に社名変更。
  - 「KDS」は創業時の社名、京都度器製作所（きょうとどきせいさくしょ）から。
- 2009年 - 釘ねじ事業をKN村田産業株式会社へ譲渡。

## 取り扱い品目
- 長さ計の製造販売
- 計測機器関連商品販売・測量機器修理点検業務
- 電子計測機器の製造販売
- カッターナイフ・一般ツールの製造販売
- 車載システムの輸入販売
- 環境洗剤シンプルグリーンの輸入販売
- Vidmar（ヴィドマー）キャビネット、ラックシステムの製造販売